# Heede (Bassa Sassonia)
Heede è un comune di 2.216 abitanti della Bassa Sassonia, in Germania.
Appartiene al circondario (Landkreis) dell'Emsland (targa EL) ed è parte della comunità amministrativa (Samtgemeinde) di Dörpen.